# Scotland Yard jagt Dr. Mabuse
Scotland Yard jagt Dr. Mabuse ist ein deutscher Kriminalfilm, der 1963 unter der Regie von Paul May in West-Berlin und Hamburg gedreht wurde. Es handelt sich um den fünften Film der Dr.-Mabuse-Filmreihe aus den 1960er Jahren und zugleich um den dritten Bryan-Edgar-Wallace-Film. Der Filmproduzent Artur Brauner kombinierte beide Filmserien, indem er den Verbrecher aus Wallaces Romanvorlage Die Welt steht auf dem Spiel (Originaltitel: The Device) durch die von Norbert Jacques erfundene Figur des Dr. Mabuse ersetzen ließ. Der Schwarzweißfilm wurde am 20. September 1963 in den bundesdeutschen Kinos gestartet.

## Handlung

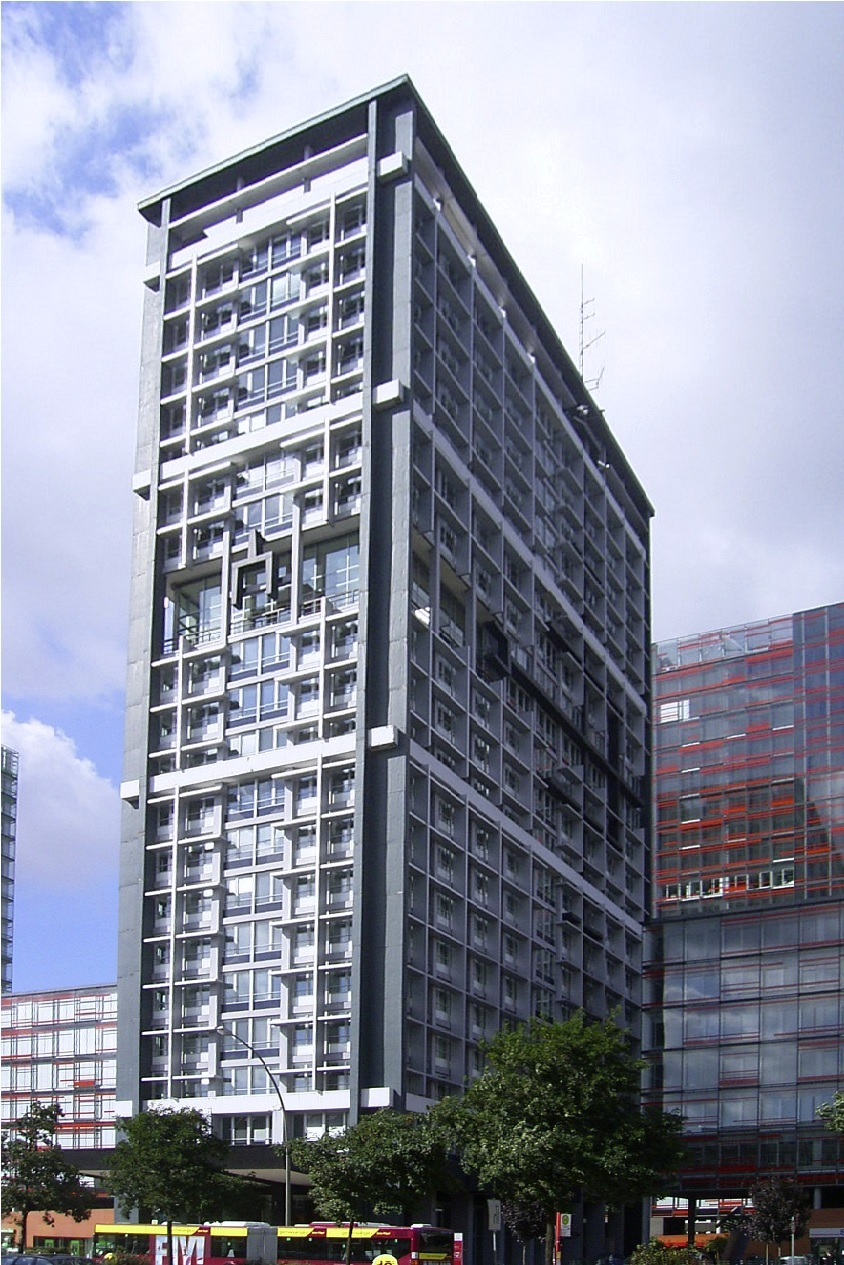
Das ehemalige Polizeipräsidium Hamburg

Der Geist von Dr. Mabuse hat von dem Nervenarzt Professor Pohland vollkommen Besitz ergriffen. Unter dem Zwang des unheimlichen Verbrechers setzt der Wissenschaftler das Werk, Chaos und Schrecken zu verbreiten, fort. Im Hamburger Polizeipräsidium beschäftigt sich Inspektor Vulpius unterdessen mit der Rekonstruktion der Reste des Testaments von Dr. Mabuse, als diese durch einen Anschlag unwiederbringlich vernichtet werden.
Kurze Zeit später lässt Pohland alias Mabuse einen Zug entgleisen, um den englischen Häftling George Cockstone zu befreien. Der ehemalige Arzt wurde unehrenhaft aus der britischen Besatzungsarmee entlassen sowie wegen fahrlässiger Tötung und anderer Delikte zu fünf Jahren Gefängnis verurteilt. Nachdem sein Äußeres operativ völlig verändert wurde, erschleicht er sich in Pohlands Auftrag das Vertrauen von Professor Laurentz und wird dessen Assistent. Der Hamburger Wissenschaftler hat ein Gerät entwickelt, mit dem man einem anderen Menschen einen fremden Willen aufzwingen kann. Inspektor Vulpius, der sich mit der Flucht von Cockstone beschäftigt, nimmt inzwischen Kontakt mit Major Bill Tern von Scotland Yard auf, dem der Fall seinerzeit zugeteilt war und der kurzerhand nach Hamburg reist.
Unterdessen wird Professor Laurentz Opfer seiner eigenen Erfindung, als Cockstone und sein Komplize Ernest Hyliard mit der Apparatur einen Briefträger hypnotisieren und zu einem grausamen Mord an dem Wissenschaftler zwingen. Bill Tern, der inzwischen wieder nach London zurückgekehrt ist, erhält von seiner Mutter den Tipp, dass zwischen dem ermordeten Wissenschaftler und dem verschwundenen Cockstone ein Zusammenhang besteht. Er macht sich abermals auf den Weg nach Hamburg zu Inspektor Vulpius. Als die beiden das Labor des Professors aufsuchen, kommt es dort zu einer Explosion. Am Tatort finden die Ermittler eine bis zur Unkenntlichkeit verbrannte Leiche mit den Papieren von Cockstone. Der Tote wird von einer Zeugin aber als Plastischer Chirurg Dr. Whiteman identifiziert.
Im Auftrag von Professor Pohland wurden die wichtigen Teile des Laboratoriums rechtzeitig nach England geschmuggelt, wo der Wissenschaftler, ganz im Sinne von Dr. Mabuse, an der Weiterentwicklung der Apparatur arbeitet. Weil man zur Herstellung weiterer Geräte Edelsteine benötigt, hypnotisieren Cockstone und Hyliard den Verlobten von Prinzessin Diana. Gegen seinen eigenen Willen stiehlt dieser ein wertvolles Collier und gibt es sogar persönlich in die Hände der Verbrecher. Bill Tern will für seine Nachforschungen den Physiker Professor Masterson um Hilfe bitten, findet auf dessen Anwesen in Doncaster aber nur noch dessen Leiche. Masterson musste sterben, weil er in Besitz einer Erfindung war, die die Steuerungsgeräte wirkungslos macht.
Bald kann Pohland/Mabuse tatsächlich mehrere Menschen unter seinen Befehl bringen, darunter Sir Robert Allingham, Inspektor Joe Rank und zwei Hubschrauberpiloten, die Bill Tern auf eine falsche Spur lenken. Aber sowohl Bill Terns Mutter als auch Inspektor Vulpius sind gegen die elektronische Willensbeeinflussung immun. Tern findet heraus, dass beide ein Hörgerät tragen, das vor Mabuses Apparatur schützt. Im letzten Moment können Vulpius und Tern einen Staatsstreich verhindern und die Verbrecher inklusive Professor Pohland verhaften. Aber Pohland scheint von Mabuses Geist wieder verlassen und weiß von nichts.
Die Dreharbeiten zu Scotland Yard jagt Dr. Mabuse, begannen kurz vor dem Postzugraub in England. Dieser Film skizzierte bereits einen Tathergang, sehr ähnlich dem, wie er sich dann noch vor der Premiere bei Ledburn tatsächlich zugetragen hat.

## Entstehungsgeschichte

### Vorgeschichte

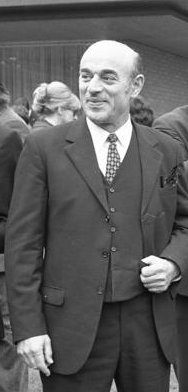
Filmproduzent Artur Brauner

Mit der 1960 gestarteten Dr.-Mabuse-Filmreihe hatte der Filmproduzent Artur Brauner ein gelungenes und erfolgreiches Pendant zu den Edgar-Wallace-Krimis der Konkurrenz geschaffen. Zunächst wurden beide Filmreihen vom Constantin-Filmverleih in die Kinos gebracht, sodass die Werbung und die Starttermine aufeinander abgestimmt werden konnten.
Nachdem der vierte Mabuse-Film Das Testament des Dr. Mabuse (1962) die Erwartungen an der Kinokasse nicht erfüllen konnte, lehnte der Constantin-Verleih die Vermarktung weiterer Filme der Reihe ab. Umso dankbarer zeigte man sich beim Gloria-Filmverleih, der die letzten beiden Dr.-Mabuse-Filme der 1960er Jahre in sein Programm aufnehmen sollte.
Aufgrund der Beschränkung auf die Titelfigur Dr. Mabuse und der Tatsache, dass Kriminalfilme weiterhin enormen Erfolg versprachen, produzierte Brauner außerdem für den Gloria-Filmverleih seit 1962 die Bryan-Edgar-Wallace-Filmreihe. Der 1904 geborene Sohn des bekannten Schriftstellers Edgar Wallace hatte selbst bereits einige Romane verfasst, die vor allem von Science-Fiction und Weltbeherrschungsplänen handelten.

### Vorproduktion und Drehbuch
Das Drehbuch stammte von Ladislas Fodor, der bereits für drei Mabuse-Filme und den Bryan-Edgar-Wallace-Film Der Würger von Schloss Blackmoor tätig war. Diesmal kombinierte er beide Filmreihen, indem er den Verbrecher aus Wallace’ Romanvorlage Die Welt steht auf dem Spiel durch die Verbrecherfigur Dr. Mabuse ersetzte. Das Filmprojekt hieß zunächst Die scharlachrote Dschunke, später folgten die Titel Der Todesspiegel des Dr. Mabuse, Dr. Mabuse hält London in Atem und letztlich Scotland Yard jagt Dr. Mabuse.
Als Regisseur konnte Paul May verpflichtet werden. Zum zweiten Mal nach Die 1000 Augen des Dr. Mabuse sah man Peter van Eyck in der Hauptrolle. Auch Werner Peters, Walter Rilla und Albert Bessler wirkten bereits in vorherigen Filmen der Reihe mit. Weitere Gastrollen hatten unter anderem Sabine Bethmann, Dieter Borsche, Wolfgang Lukschy, Klaus Kinski, Agnes Windeck, Hans Nielsen und Albrecht Schoenhals. Von Wolfgang Preiss, der in allen Mabuse-Filmen seit 1960 die Titelfigur spielte, befinden sich lediglich Einblendungen eines früheren Mabuse-Filmes.

### Produktion

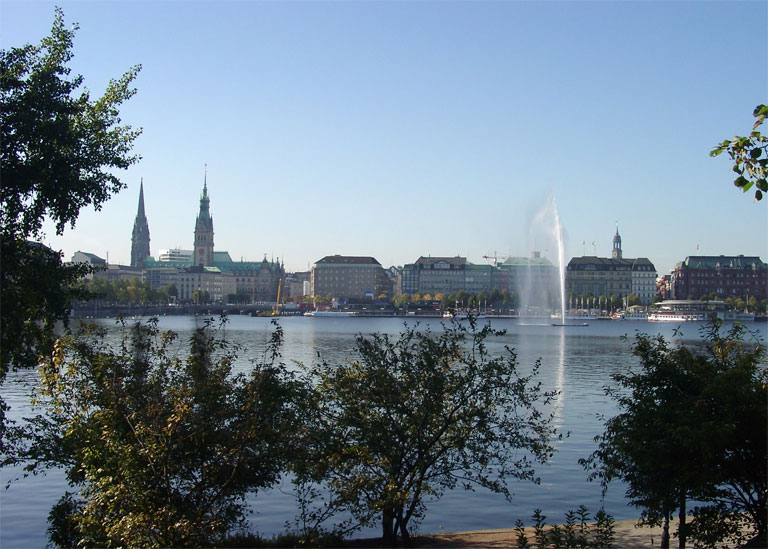
Die Binnenalster in Hamburg

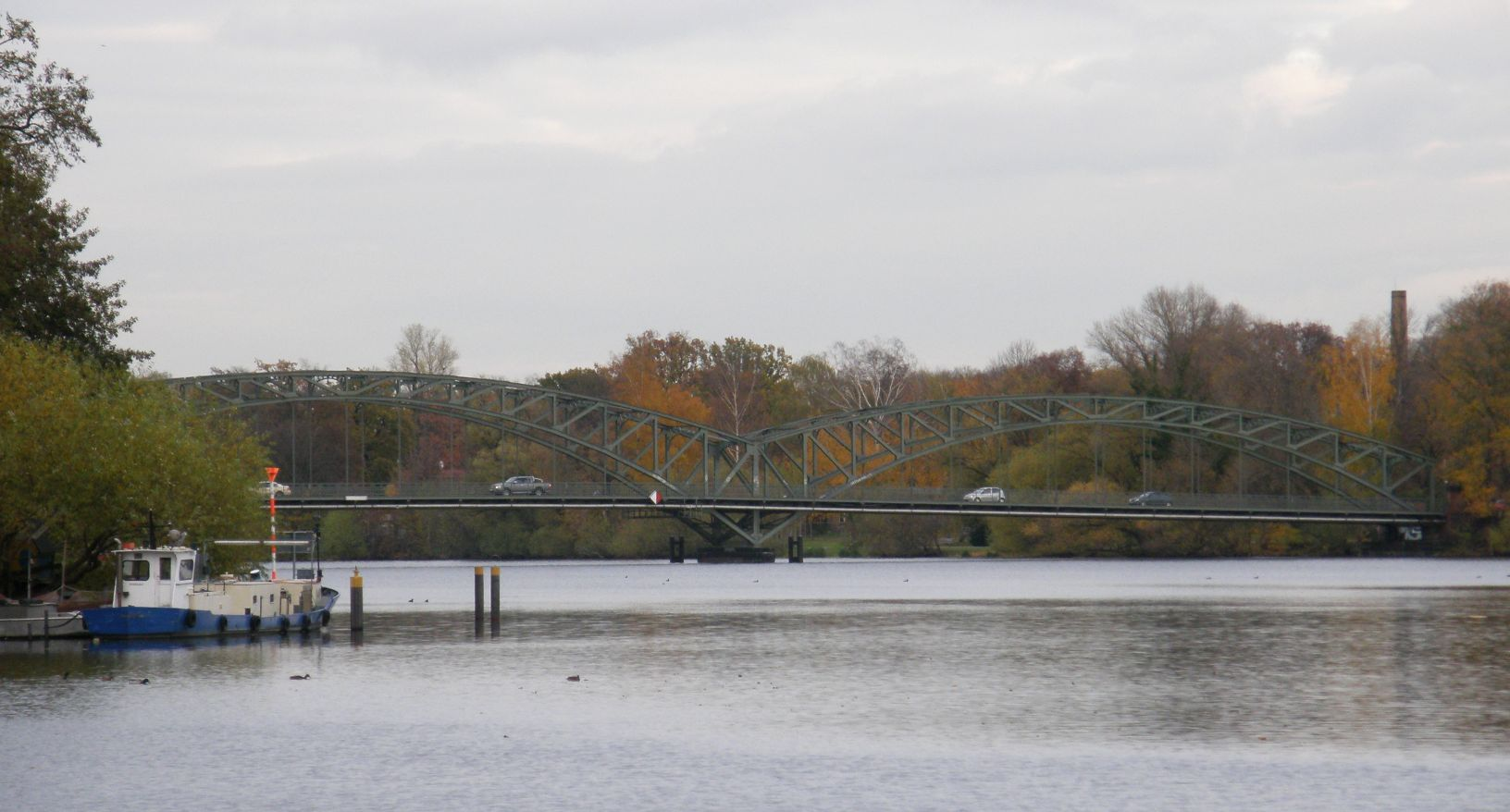
Die Große Eiswerderbrücke im Berliner Bezirk Spandau

Die Dreharbeiten fanden vom 19. Juni 1963 bis August 1963 in Hamburg und West-Berlin statt. Die Atelieraufnahmen drehte man in den Studios der CCC-Film in Berlin-Haselhorst. Als Filmarchitekten wurden Hanns H. Kuhnert und Albrecht Hennings verpflichtet. Herstellungsleiter der Produktion war Heinz Willeg.
Im Gegensatz zu den vorherigen drei Filmen, in denen der Schauplatz anonym ist, spielt die Handlung diesmal in Hamburg und London. Dennoch entstanden einige Außenaufnahmen an weniger bekannten Drehorten in West-Berlin, die entsprechend Hamburg oder London darzustellen hatten.
Im Film sind unter anderem folgende Drehorte zu sehen:
- Binnenalster, Hamburg
- Polizeipräsidium (jetzt: Berliner Tor Center), Beim Strohhause 31, Hamburg-St. Georg
- Palais Mendelssohn, Bismarckallee / Herthastraße, Berlin-Grunewald
- Ritterstraße, Berlin-Spandau
- Große Eiswerderbrücke, Berlin-Spandau
- Kleine Eiswerderbrücke, Berlin-Spandau

Außerdem enthält der Film einige London-Aufnahmen, in denen jedoch keine Darsteller mitwirkten.

## Rezeption

### Veröffentlichung
Die FSK gab den Film am 18. September 1963 ab 16 Jahren frei. Dem Regisseur Paul May ist mit dem zwei Tage später uraufgeführten Werk ein passabler wie auch geschäftlich ansehnlicher Kriminalfilm gelungen. Von dem Erfolg angespornt, plante Artur Brauner weitere Bryan-Edgar-Wallace-Filme wie Der Henker von London (1963) oder Das Phantom von Soho (1964) sowie Fortsetzungen der Dr.-Mabuse-Reihe, wobei von letzteren nur noch Die Todesstrahlen des Dr. Mabuse (1964) verwirklicht werden sollte. Beide Serien wurden 1964 vorübergehend eingestellt.

### Kritiken
„Eine gar nicht so utopische Fabel, ziemlich spannend.“

„Wegen vieler schon allzu bekannter für die Gattung typischer Motive keine sonderlich spannende Unterhaltung.“

„Langjährige Filmabnutzung hat nur noch Mabuses Geist überleben lassen. Der spukt hier nun tückisch im Hirn eines Irrenarztes und treibt ihn zu den verstiegensten Verbrechen an. Mörderisches Werkzeug ist eine Art Fotoapparat, dessen angeblitzte Opfer, wie Londons Polizeichef, dem Willen des Bösen unterworfen sind. Die großangelegte Blitzschießerei hätte guter Ulk sein können, ist aber schlecht und rechter Krimi. Das elektronische Gruseln bleibt aus. Dafür wird der Postzugüberfall in England in Kurzfassung geboten. Mit Peter van Eyck, Sabine Bethmann, den wirksamen Masken Walter Rilla, Dieter Borsche, Klaus Kinski und Agnes Windeck in amüsanter Mutterrolle.“

„Konventionell und uninspiriert inszenierter, unentschlossen zwischen Krimi-Schema und Science-Fiction schwankender Thriller, der teils ins Alberne abgleitet.“

„Die Story, die auf dem Roman “The Device” von Bryan Edgar Wallace basiert, ist recht dünn und auch nicht wirklich fesselnd.“

## Hörbuch
- Scotland Yard jagt Dr. Mabuse. Ein Hörbuch nach dem Original-Kinofilm. Autorin: Susa Gülzow. Eichborn Verlag, Frankfurt am Main 2009, ISBN 978-3-8218-5325-3